# وارن إل. كاربنتر
وارن إل. كاربنتر (بالإنجليزية: Warren L. Carpenter)‏ هو ضابط أمريكي، ولد في 31 أغسطس 1931 في ليتل روك في الولايات المتحدة، وتوفي في 7 يوليو 2003 في كولورادو سبرينغس في الولايات المتحدة.